# Хорватия на летних Олимпийских играх 2004
Хорватия принимала участие в Летних Олимпийских играх 2004 года в Афинах (Греция) в четвёртый раз за свою историю, и завоевала одну золотую, две серебряные и две бронзовые медали. Сборная страны состояла из 81 спортсмена (66 мужчин, 15 женщин).

## Медалисты
| Медаль  | Спортсмен                  | Вид спорта       | Дисциплина                             |
| ------- | -------------------------- | ---------------- | -------------------------------------- |
| Золото  | Сборная                    | Гандбол          | Мужчины                                |
| Серебро | Дуе Драганя                | Плавание         | Мужчины, 50 м вольным стилем           |
| Серебро | Синиша Скелин Никша Скелин | Гребля           | Мужчины, двойки распашные без рулевого |
| Бронза  | Иван Любичич Марио Анчич   | Теннис           | Мужчины, парный разряд                 |
| Бронза  | Николай Пешалов            | Тяжёлая атлетика | Мужчины, до 69 кг                      |

## Результаты соревнований

### Академическая гребля
В следующий раунд из каждого заезда проходили несколько лучших экипажей (в зависимости от дисциплины). В финал A выходили 6 сильнейших экипажей, остальные разыгрывали места в утешительных финалах B-E.
Мужчины
| Соревнование | Спортсмены                 | Предварительный заезд | Предварительный заезд | Предварительный заезд | Отборочный заезд | Отборочный заезд | Отборочный заезд | Полуфинал | Полуфинал | Полуфинал | Финал   | Финал   | Итоговое место |
| Соревнование | Спортсмены                 | Заезд                 | Время                 | Место                 | Заезд            | Время            | Место            | Заезд     | Время     | Место     | Время   | Место   | Итоговое место |
| ------------ | -------------------------- | --------------------- | --------------------- | --------------------- | ---------------- | ---------------- | ---------------- | --------- | --------- | --------- | ------- | ------- | -------------- |
| двойки       | Синиша Скелин Никша Скелин | 2                     | 7:01,28               | 2 Q                   | не участвовали   | не участвовали   | не участвовали   | 1         | 6:23,57   | 2 Q       | Финал A | Финал A | 2              |
| двойки       | Синиша Скелин Никша Скелин | 2                     | 7:01,28               | 2 Q                   | не участвовали   | не участвовали   | не участвовали   | 1         | 6:23,57   | 2 Q       | 6:32,64 | 2       | 2              |

### Плавание
В следующий раунд на каждой дистанции проходили лучшие спортсмены по времени, независимо от места занятого в своём заплыве.
Мужчины
| Спортсмен    | Соревнование        | Предварительные заплывы | Предварительные заплывы | Полуфиналы | Полуфиналы | Финал     | Финал     |
| Спортсмен    | Соревнование        | Результат               | Место                   | Результат  | Место      | Результат | Место     |
| ------------ | ------------------- | ----------------------- | ----------------------- | ---------- | ---------- | --------- | --------- |
| Ненад Бульян | 400 м вольный стиль | 4:02,76                 | 37                      |            |            | Не прошёл | Не прошёл |
| Саша Имприч  | 400 м комплекс      | 4:32,02                 | 32                      |            |            | Не прошёл | Не прошёл |